# Melitaea porrecta
Melitaea porrecta är en fjärilsart som beskrevs av Ruggero Verity 1950. Melitaea porrecta ingår i släktet Melitaea och familjen praktfjärilar. Inga underarter finns listade i Catalogue of Life.